# Сиротинский сельсовет (Витебская область)
Сиротинский сельсовет — административная единица на территории Шумилинского района Витебской области Республики Беларусь. Административный центр — деревня Сиротино.

## Состав
Сиротинский сельсовет включает 20 населённых пунктов:
- Гребница — деревня
- Гришаны — деревня
- Гряда — деревня
- Дворище — деревня
- Земцы — деревня
- Мазурино — деревня
- Мишки — деревня
- Мосорево — деревня
- Новозароново — деревня
- Новосёлки — деревня
- Поддубье — деревня
- Подмишневье — деревня
- Ползуново — деревня
- Самусяты — деревня
- Сеньково — деревня
- Сиротино — деревня
- Слобода — агрогородок
- Тропино — деревня
- Филиппенки — деревня
- Бывалино — деревня